# Bultaco
 (mai 2014).
Si vous disposez d'ouvrages ou d'articles de référence ou si vous connaissez des sites web de qualité traitant du thème abordé ici, merci de compléter l'article en donnant les références utiles à sa vérifiabilité et en les liant à la section « Notes et références ».
Bultaco est une marque espagnole de motocyclettes, créée en 1958 et dissoute en 1983, spécialisée tout d'abord dans les machines de route et de compétition sur circuit, puis dans les trois disciplines de tout-terrain : trial, enduro et moto-cross.

## Historique
- 1945 : création de la firme Montesa par Francesc Xavier Bultó et Pere Permanyer ;
- 1958 : Francesc Bulto démissionne de Montesa pour un différend avec Permanyer au sujet de la compétition sur circuit, fonde Bultaco et se spécialise dans le moteur 2 temps ;
- 1959 : la Tralla 101 est la première moto commercialisée par la firme ;
- 1961 : la Tralla TSS est la première machine compétition-client ;
- 1962 : la Metralla "62", la première "grande" routière de la marque entre en production ;
- 1964 et 1965 : la Sherpa 250, développée par Sammy Miller, est mise sur le marché ;
- 1968 : Sammy Miller offre sa première consécration à Bultaco en remportant le championnat d’Europe de trial ;
- 1973 : Martin Lampkin devient champion d’Europe de trial ;
- 1975 : Lampkin offre son premier titre mondial à Bultaco ;
- 1975 à 1979 : 5 titres mondiaux pour la Sherpa, par Yrjo Vesterinen, de 1976 à 1978 ;
- 1976 à 1978 : 3 titres de champion du monde de vitesse en catégorie 50 cm3 (2 pour Angel Nieto, 1 pour Ricardo Tormo);
- 1979 : Bernie Schreiber, américain, décroche le dernier titre mondial en trial de Bultaco ; première fermeture ;
- 1980 : réouverture après une sévère restructuration ;
- 1981 : dernier titre de champion du monde de vitesse en catégorie 50 cm3 (Ricardo Tormo)
- 1983 : fermeture définitive ;
- 1998 : Marc Teissier reprend, en vain, la marque mais des problèmes de droit d'utilisation de la marque l'empêchent de concrétiser ;
- Le projet industriel continue sous le nom de Sherco.

## Galerie

Les différents modèles de la marque :
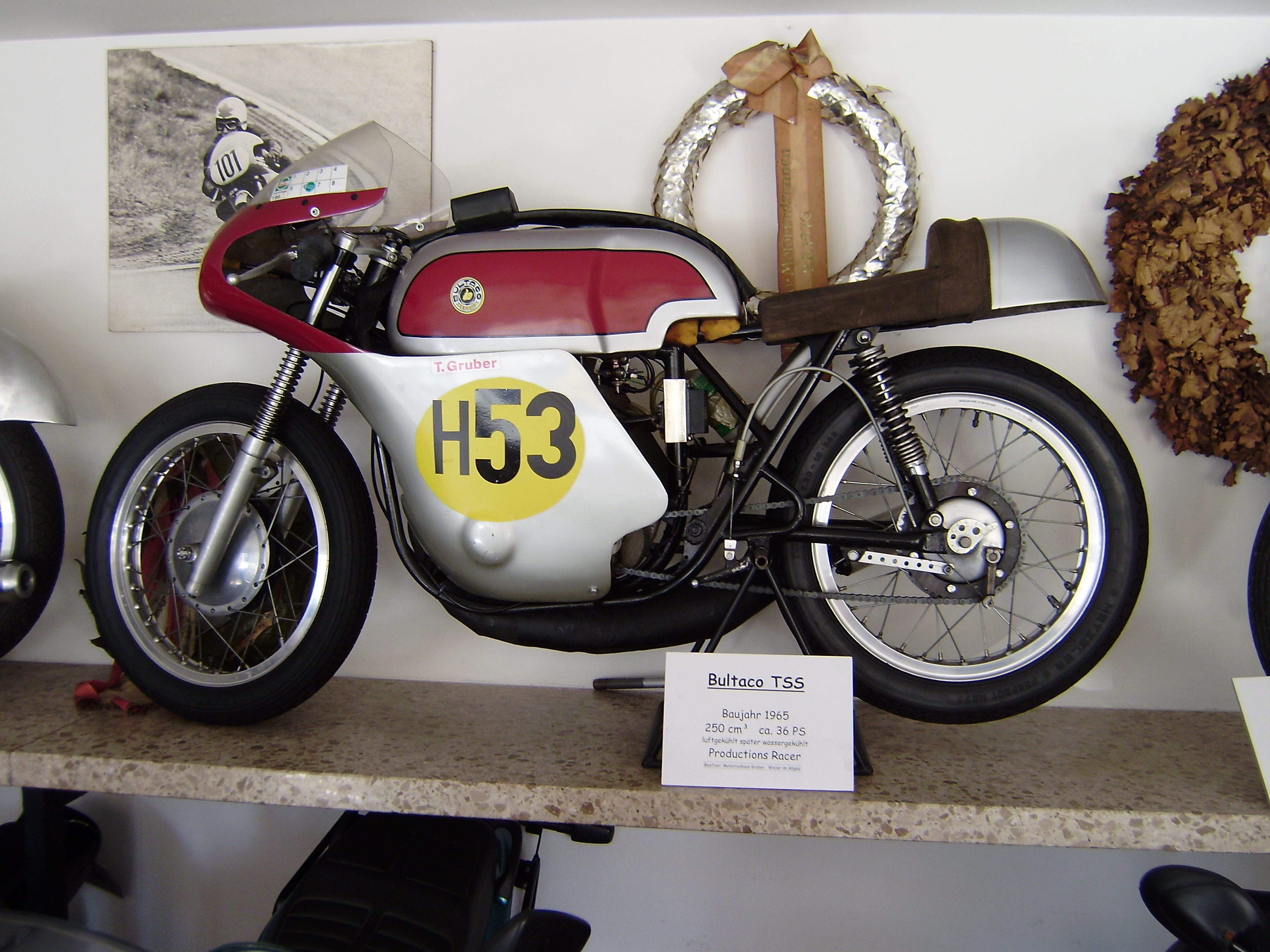
TSS 250.
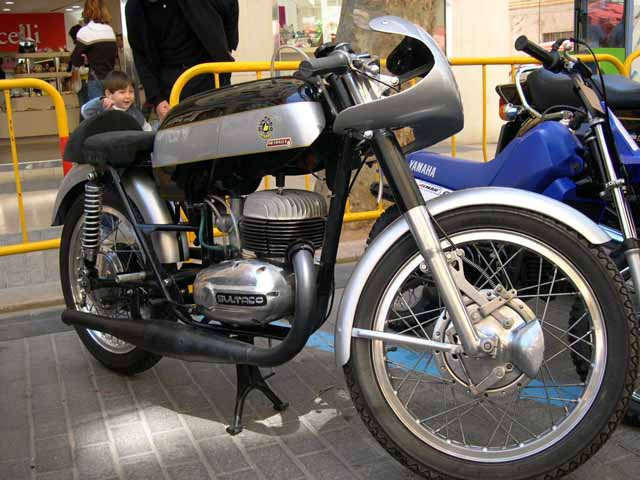
Bultaco Metralla Kit America.
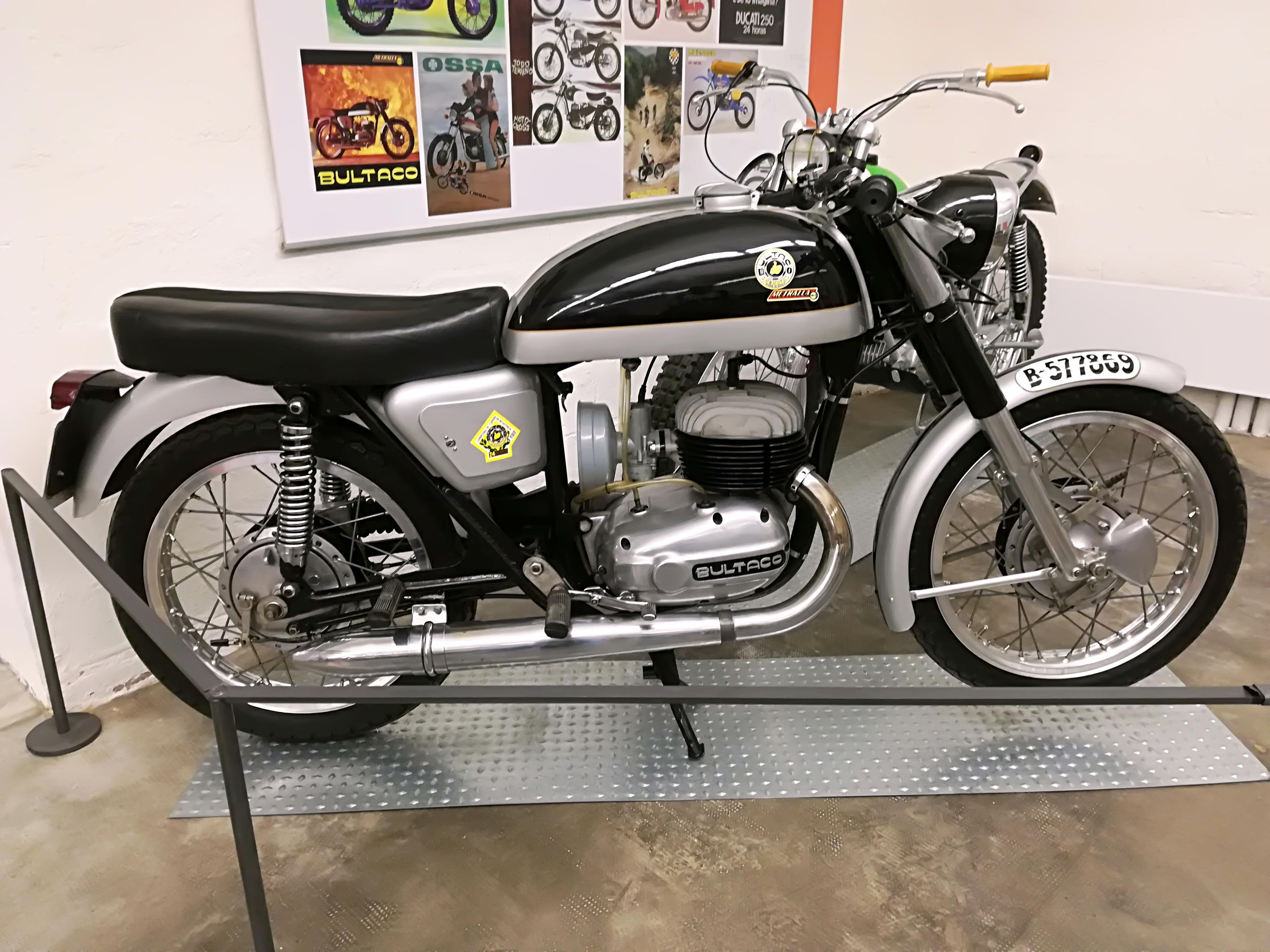
Metralla MK2 de série.
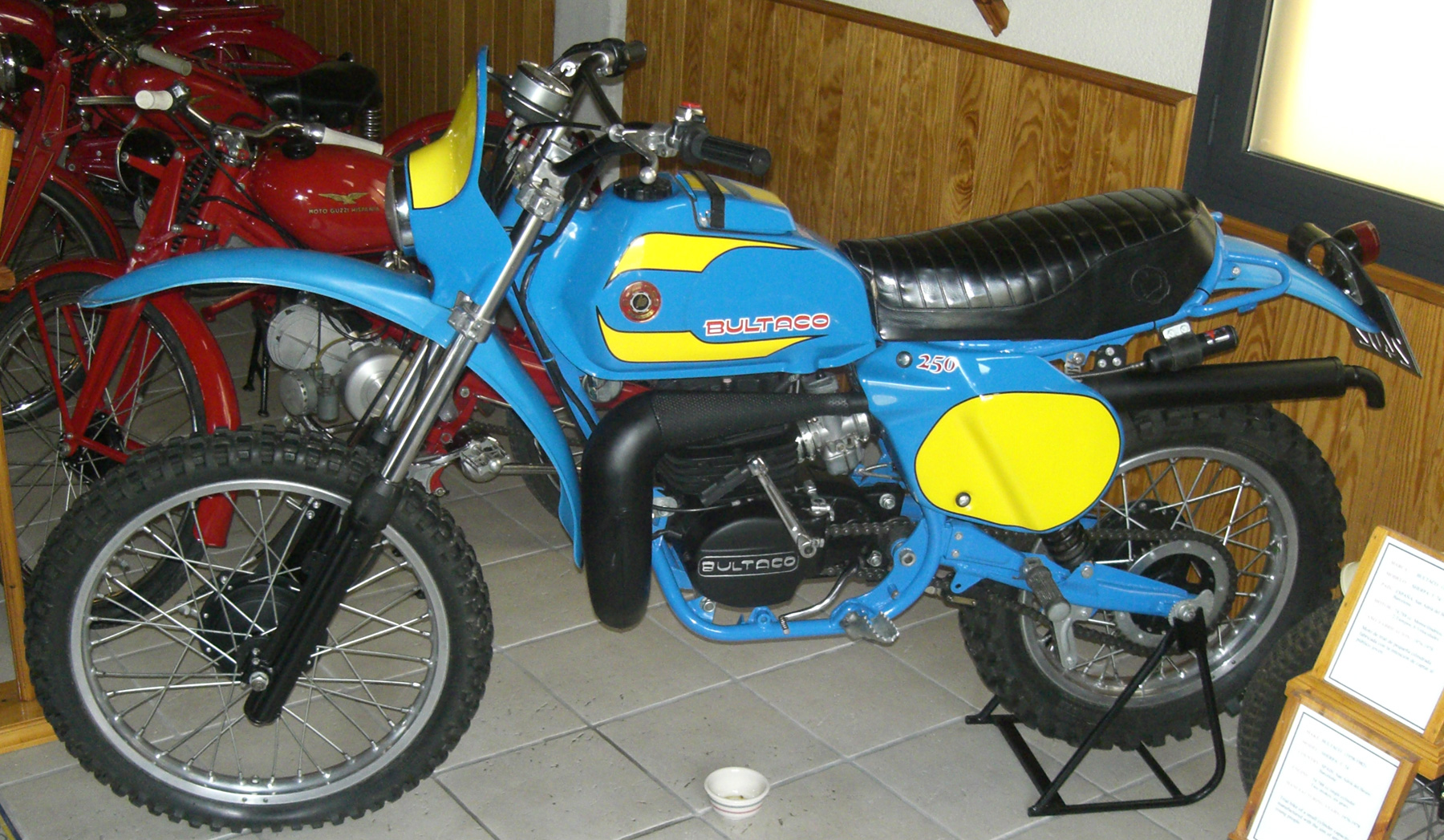
Frontera MKII.
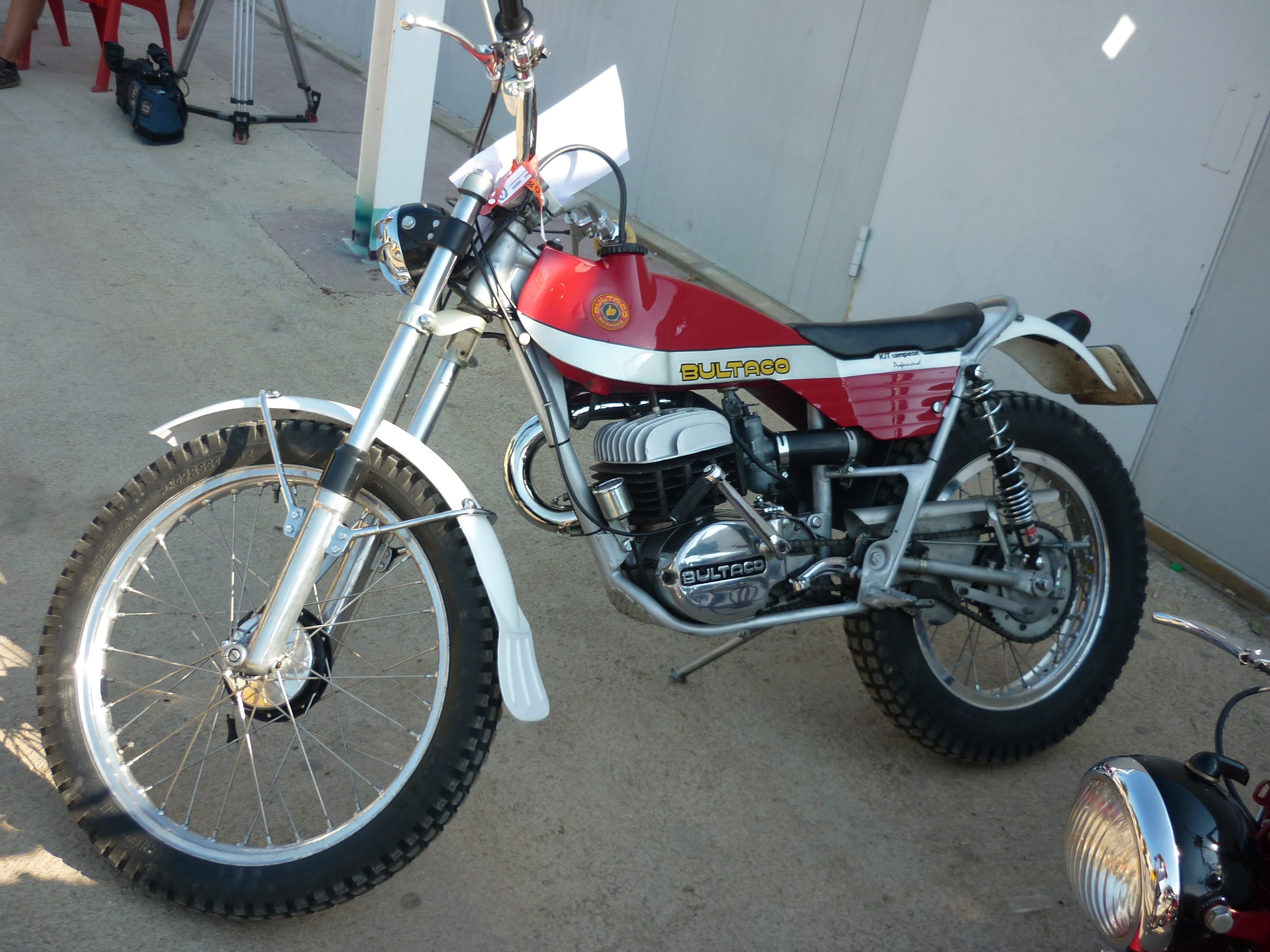
Sherpa T 350 Kit Campeon 1972.

## Source et références
Source
- Trial-club.com

Références